# 루비 튜스데이

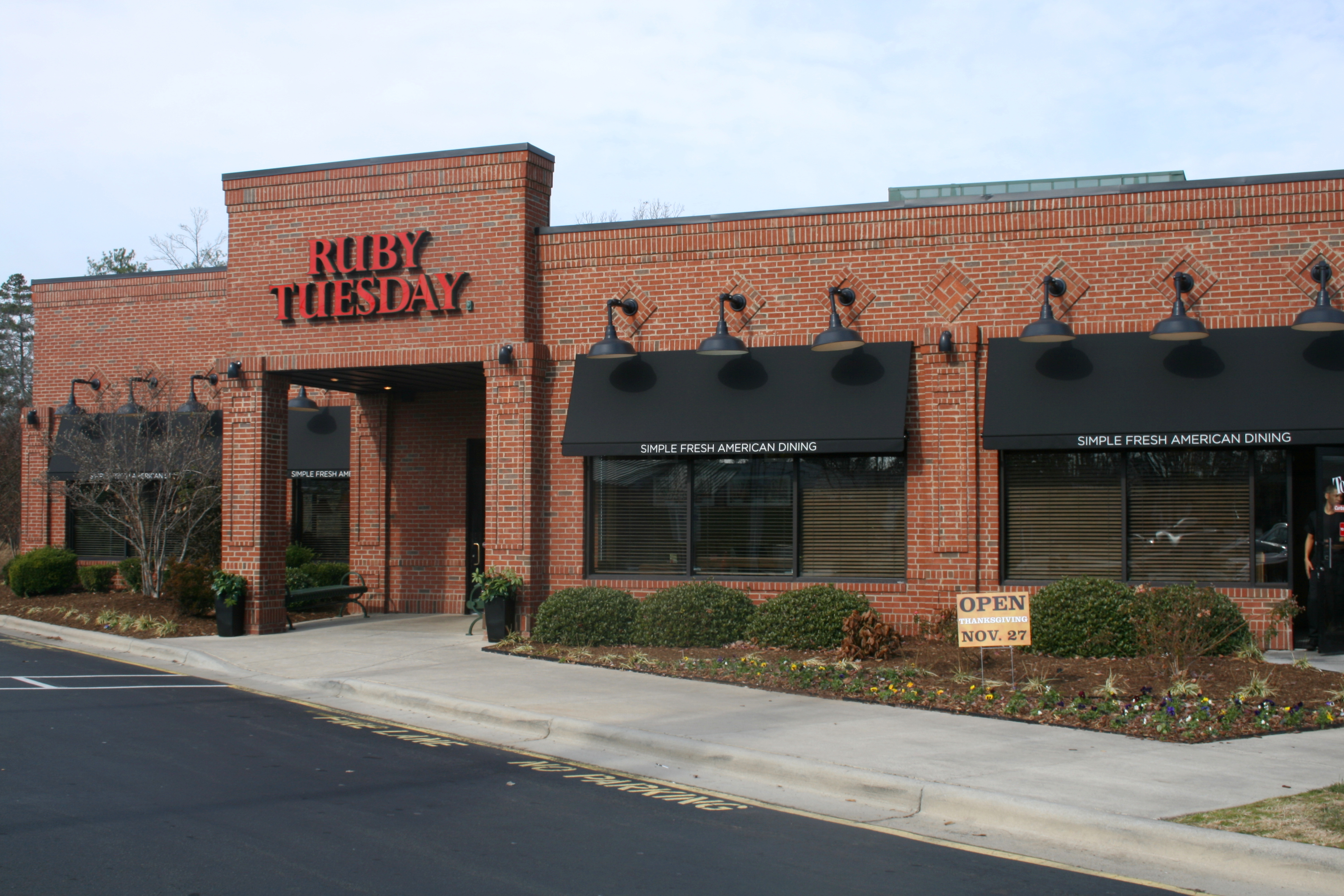
노스캐롤라이나주 더럼에 위치한 루비 튜스데이

루비 튜스데이(Ruby Tuesday)는 미국의 캐주얼풍 레스토랑이다. 이 레스토랑은 1972년에 테네시주에서 처음 영업을 시작했으며, 현재 전 세계에 총 850여개의 매장을 운영하고 있다.